# Milton C. Garber

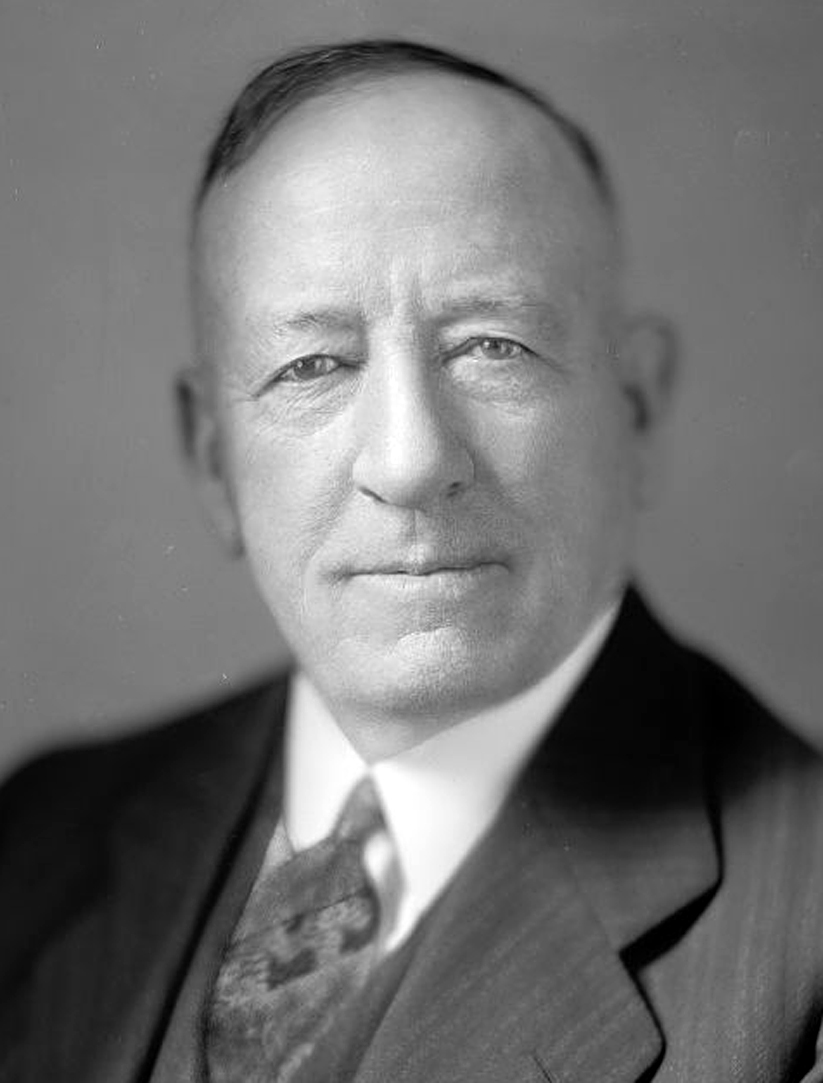
Milton C. Garber

Milton Cline Garber (* 30. November 1867 in Humboldt, Humboldt County, Kalifornien; † 12. September 1948 in Alexandria, Minnesota) war ein US-amerikanischer Jurist und Politiker. Zwischen 1923 und 1933 vertrat er den achten Wahlbezirk des Bundesstaates Oklahoma im US-Repräsentantenhaus.

## Werdegang
Milton Garber wuchs auf einer Farm in Iowa auf. Er besuchte die dortigen öffentlichen Schulen und danach zwischen 1887 und 1890 die Upper Iowa University in Fayette. Zwischen 1891 und 1893 absolvierte er ein Jurastudium an der University of Iowa. Nach seiner 1893 erfolgten Zulassung als Rechtsanwalt ließ sich Garber im Cherokee Strip im damaligen Oklahoma-Territorium nieder. In dem Ort Guthrie begann er dann als Rechtsanwalt zu praktizieren.
Zusammen mit seinem Vater und Bruder gründete er den Ort Garber, wo die Familie dann die dortigen Ölfelder gründete. Ab 1902 war Garber Richter am Nachlassgericht im Garfield County. Im Jahr 1906 wurde er beisitzender Richter am Obersten Gerichtshof im Oklahoma-Territorium und Strafrichter im fünften juristischen Bezirk. Nach der Staatsgründung von Oklahoma war Milton Garber von 1908 bis 1912 Richter im zwölften Gerichtsbezirk. Danach arbeitete er als Rechtsanwalt.
Politisch war Milton Garber Mitglied der Republikanischen Partei. Von 1919 bis 1921 war er Bürgermeister der Stadt Enid. Damals war er auch im Zeitungsgeschäft und in der Landwirtschaft tätig. 1922 wurde Garber in das US-Repräsentantenhaus in Washington, D.C. gewählt, wo er am 4. März 1923 die Nachfolge von Manuel Herrick antrat. Nachdem er bei den folgenden Wahlen jeweils bestätigt wurde, konnte er bis zum 3. März 1933 insgesamt fünf Legislaturperioden im Kongress absolvieren. Bei den Wahlen des Jahres 1932 unterlag er dem Demokraten Ernest Marland. Dieses Wahlergebnis lag damals im Bundestrend, der mit der Wahl von Franklin D. Roosevelt zum US-Präsidenten seinen Höhepunkt fand.
Nach seiner Zeit im Kongress zog sich Milton Garber aus der Politik zurück und widmete sich wieder seinen privaten Angelegenheiten. Er starb am 12. September 1948 in Alexandria und wurde in Enid beigesetzt.